# Georg Birnstiel
Georg Birnstiel (* 31. August 1885 in Nürnberg; † 22. Oktober 1964 in München) war ein deutscher Wirtschaftsprüfer und Politiker (FDP).

## Werdegang
Birnstiel war als vereidigter Bücherrevisor und Steuerberater in München tätig. 1946 gründete er den Verband der Bücherrevisoren in Bayern und war dessen erster Vorsitzender. Von 1950 bis 1952 war er zudem Vorsitzender des Bundesverbandes der vereidigten Buchprüfer.
Birnstiel war von 1946 bis 1984 Mitglied des Landesvorstands der FDP Bayern. Von 1948 bis 1950 und von 1954 bis 1955 war er Landesschatzmeister der bayerischen FDP. Von 1951 bis 1957 war er Mitglied des FDP-Bundesvorstands. Außerdem war er Vorsitzender des FDP-Bezirksverbandes Oberbayern. 1949 vertrat er die Partei in der ersten Bundesversammlung. 
Er war von 1946 bis 1966 und von 1970 bis 1974 Mitglied des bayerischen Landtags. Von 1949 bis 1954, 1958 bis 1962 und 1970 bis 1972 war er Fraktionsvorsitzender. Schließlich war er von 1954 bis 1957 bayerischer Wirtschafts- und anschließend bis 1959 bayerischer Innenminister.
Unterlagen über seine politische Tätigkeit befinden sich im Archiv des Liberalismus der Friedrich-Naumann-Stiftung für die Freiheit in Gummersbach.

## Ehrungen
- 1955: Verdienstkreuz am Bande der Bundesrepublik Deutschland